# تلمبه اسدآباد (رفسنجان)
تلمبه اسدآباد یک منطقهٔ مسکونی در ایران است که در دهستان فردوس (رفسنجان) واقع شده‌است.